# Ламбада (фильм)
«Ламбада» (англ. Lambada) — американский музыкальный фильм 1990 года режиссёра Джоэла Силберга. Фильм вышел 16 марта 1990 года, в один день с фильмом «Запретный танец ламбада».

## Сюжет
Учитель из Беверли-Хиллз Кевин Лэрд ведёт двойную жизнь. Днём он преподаёт математику в элитной школе, а ночь проводит в клубе в восточном Лос-Анджелесе, где зажигательно танцует новый модный танец из Бразилии. Помимо этого по ночам он обучает местных бедных ребят математике. Как-то Лэрда встречает в этом клубе его ученица из элитной школы Сэнди Томас. Наблюдая за его танцем она тут же влюбляется в него. С этого времени Сэнди начинает навязчиво преследовать своего учителя, совершенно игнорируя своего парня.
Однажды ночью Кевин Лэрд привозит на автобусе детей из бедного района в элитную школу и проводит их внутрь. Учитель хочет дать этим детям возможность пройти тестирование на настоящих компьютерах и таким образом подготовить их к будущим экзаменам. В это время в школу приезжает парень Сэнди со своими друзьями-спортсменами. Он хочет отомстить учителю за то, что, как ему кажется, тот увёл его девушку. Между выпускниками из разных районов завязывается драка, приезжает полиция, сюжет об этом показывают по телевидению.
Учителя математики Кевина Лэрда выгоняют с работы. Его ученики из гетто приезжают в Беверли-Хиллз просить за своего учителя, объясняя его повеление добрыми намерениями: он всего лишь хотел помочь им, детям из бедного района. Местное школьное начальство решает провести интеллектуальный конкурс между учениками Лэрда. Дети из элитной школы и дети из гетто должны будут бороться друг с другом в викторине по математике. Если восточный Лос-Анджелес победит, то учителя восстановят на работе.

## В ролях
- Дж. Эдди Пек — Кевин Лэрд / Блэйд / Карлос Гутиеррес
- Мелора Хардин — Сэнди Томас
- Адольфо Киньонес — Рамон
- Деннис Бёркли — Дядя Биг
- Кин Кёртис — директор Синглтон
- Летисия Васкес
- Кейла Блейк
- Эдди Гарсиа
- Рики Полл Голдин
- Талмус Расулала
- Джина Равера

## Производство
Режиссёр Марк Хартли в своём документальном фильме о кинокомпании Cannon Films «Электрическое Бугало: Дикая, нерассказанная история Cannon Films» (англ. Electric Boogaloo: The Wild, Untold Story of Cannon Films) рассказывает об истории съёмок этого фильма. Двоюродные братья Менахем Голан и Йорам Глобус с конца 70-х годов работали вместе в своей компании Cannon Films. В конце 80-х годов у братьев случился конфликт и Менахем Голан ушёл в свою компанию 21st Century Film Corporation. В это время стал популярен танец ламбада и в 21st Century Film Corporation решили снимать фильм о нём. В свою очередь Йорам Глобус оставшийся в Cannon Films стал делать фильм об этом же. Он успел занять название «Ламбада» для своего фильма, в то время как Голану пришлось назвать свой фильм «Запретный танец ламбада». С другой стороны Голану удалось получить права на использование в своём фильме оригинальной песни «Lambada» группы Kaoma, чего не было у Cannon Films. Оба фильма вышли одновременно 16 марта 1990 года.

## Рецензии
Оба фильма, как «Ламбада», так и «Запретный танец», не имели большого успеха и в целом были встречаны негативно. Фильм «Ламбада» хвалили чуть больше, так как здесь были более профессиональные актёры, а режиссёром выступил Джоэл Силберг, снявший «Брейк-данс» (1984). Как и в «Брейк-дансе» в «Ламбаде» принял участие Адольфо «Шабба-Ду» Киньонес, поставивший музыкальные номера.